# Variété torique
 (novembre 2014).
Sa qualité peut être largement améliorée en utilisant un vocabulaire plus directement compréhensible.
Une variété torique est une variété symplectique de dimension 2n, qui est dite torique si elle est munie d'une action hamiltonienne effective d'un tore de 
dimension n.
Le théorème d'Atiyah-Guillemin-Sternberg affirme que l'image d'une variété torique par l'application moment associée à l'action hamiltonienne est l'enveloppe convexe d'un polytope (appelé polytope moment). On utilise cette propriété comme définition d'une variété torique pour les variétés qui ne sont pas munies d'une structure symplectique.